# 3971 Voronikhin
3971 Voronikhin este un asteroid din centura principală, descoperit pe 23 decembrie 1979 de Liudmila Juravliova.